# Modulación de doble banda lateral
La modulación en doble banda lateral (DBL), en inglés Double Side Band (DSB), es una modulación lineal que consiste en modificar la amplitud de la señal portadora en función de las variaciones de la señal de información o moduladora. La modulación en doble banda lateral equivale a una modulación AM, pero sin reinserción de la portadora.
La portadora no transmite ninguna de las características que definen el mensaje y encima consume la mayoría de la energía de la onda modulada. El ancho de banda necesario para la transmisión de información es el doble de la frecuencia de la señal moduladora, causando una pérdida de ancho de banda en el espectro.

## Expresión matemática de una señal DBL
Considerando la señal portadora cómo:
{\displaystyle A_{p}\cdot cos(2\pi f_{o}t)}
La señal modulada en DBL responde a la siguiente ecuación:
{\displaystyle V_{DBL}(t)=x(t)\cdot A_{p}\cdot cos(2\pi f_{o}t)}
donde {\displaystyle x(t)} es la señal de información (mensaje), y {\displaystyle V_{DBL}(t)} la señal modulada en DBL.
Se trata pues, de multiplicar la señal moduladora y la señal portadora para obtener una señal cuya envolvente es directamente la señal de información multiplicada por la amplitud de la portadora. Espectralmente, esto equivale a convolucionar las dos señales, por tanto, desplazar el espectro de la señal moduladora centrándolo en la frecuencia de la portadora, positiva y negativa. Esto implica que el ancho de banda de la señal DBL es, como en AM, el doble del ancho de banda del mensaje.
La principal ventaja de la modulación DBL respecto la modulación AM es que toda la potencia de la señal moduladora se emplea en la transmisión de la información, de modo que la relación señal-ruido (SNR) en recepción será mayor.
El principal inconveniente es que su demodulación es más complicada, ya que el hecho de multiplicar directamente la señal portadora y la moduladora, implica que la envolvente de la señal modulada es directamente x(t), y teniendo en cuenta que x(t) tomará valores positivos y negativos, no podremos recuperar la información con un simple detector de envolvente.

## Demodulación de DBL
Como ya hemos visto, no puede recuperarse la información de una señal DBL mediante un detector de envolvente ya que su envolvente no toma siempre valores positivos.
Para demodular una señal en DBL se utiliza un tipo de demodulador, llamado demodulador coherente, que se basa en la siguiente propiedad matemática de la función coseno:
{\displaystyle cos^{2}(\phi )={\frac {1}{2}}+{\frac {cos(2\phi )}{2}}}
Al multiplicar la señal DBL con el coseno de misma frecuencia y misma fase que la portadora, se obtiene (en este caso consideramos la fase inicial igual a cero):
{\displaystyle A_{p}\cdot x(t)\cdot \left[{\frac {1}{2}}+{\frac {cos(4\pi f_{o}t)}{2}}\right]}
Generalmente, en el demodulador se elige un coseno de amplitud 2 para que desaparezca el factor 1/2.
{\displaystyle 2\cdot A_{p}\cdot x(t)\cdot \left[{\frac {1}{2}}+{\frac {cos(4\pi f_{o}t)}{2}}\right]}
A partir de esta expresión, con un filtro paso bajo (LPF) se obtiene x(t):
{\displaystyle {A_{p}}\cdot x(t)}

## Potencia de la señal modulada en DBL
Podemos calcular la potencia de la señal modulada DBL a partir de su expresión temporal calculando la esperanza de ésta al cuadrado.
{\displaystyle V_{DBL}(t)=A_{p}\cdot x(t)\cdot cos(2\pi f_{o}t)}
{\displaystyle P_{V_{DBL}}={\frac {1}{2}}\cdot A_{p}^{2}\cdot P_{X}}
dónde {\displaystyle P_{X}} es la potencia de la señal moduladora y Ap la amplitud de la portadora.